# 华州 (南梁)
华州，是南北朝的州。
梁武帝天监四年（505年），北魏占领南梁的晋寿郡。大同元年（535年），南梁收复梁州，在兴乐县设立华州。治所在今四川省广元市东南，下辖华阳郡，以杜怀宝进督华州。承圣元年（552年）华州被西魏占据，华州废除，地入晋寿郡。